# 红胸蓝嘴雀
红胸蓝嘴雀（学名：Spermophaga haematina），是梅花雀科蓝嘴雀属的一种，分布于几内亚、加蓬、科特迪瓦、马里、安哥拉、加纳、中非共和国、多哥、尼日利亚、赤道几内亚、利比里亚、几内亚比绍、贝宁、塞拉利昂、塞内加尔、刚果民主共和国、喀麦隆、刚果和冈比亚。全球活动范围约为1,910,000平方千米。该物种的保护状况被评为无危。
红胸蓝嘴雀的平均体重约为22.3克。其栖息地包括亚热带或热带的湿润低地林、亚热带或热带的（低地）湿润疏灌丛和耕地。